# Żurawinka
Żurawinka  − szczyt i pasmo wzgórz na Pogórzu Bukowskim, pomiędzy dolinami Osławy na południu i Sanoczka na północy. Ciągnie się wałem o dość wyrównanej wysokości 600–650 m n.p.m. i długości ok. 8 km z południowego wschodu na północny zachód. W kierunku północnym odchodzi od niego kilka długich ramion aż do Niebieszczan, na południowy zachód przełęcz nad Wolą Piotrową oddziela go od Pasma Bukowicy.
Pasmo Żurawinki pokryte jest mozaiką pól, łąk, zarastających użytków rolnych oraz większymi i mniejszymi obszarami leśnymi (zwłaszcza od strony północnej).
Kolejne kulminacje pasma to (licząc od południowego wschodu): Wyszołas (647 m n.p.m.), Żurawinka (664 m n.p.m.), Dziady (647 m n.p.m.), Wyższy Las (590 m n.p.m.). Na szczycie kulminacji Żurawinki stoi wysoki maszt telekomunikacyjny, czyniący szczyt łatwo rozpoznawalny z daleka.
Od wiosny 2009 r. na kulminacji wzgórza Wyższy Las oraz w rejonie przełęczy łączącej je ze szczytem Dziadów, a także na znajdującym się po przeciwnej stronie doliny Sanoczka wzgórzu Przylasek/Patryja Bukowicka (544 m n.p.m.) istnieje Farma Wiatrowa Bukowsko-Nowotaniec.